# 勝利路 (南昌市)

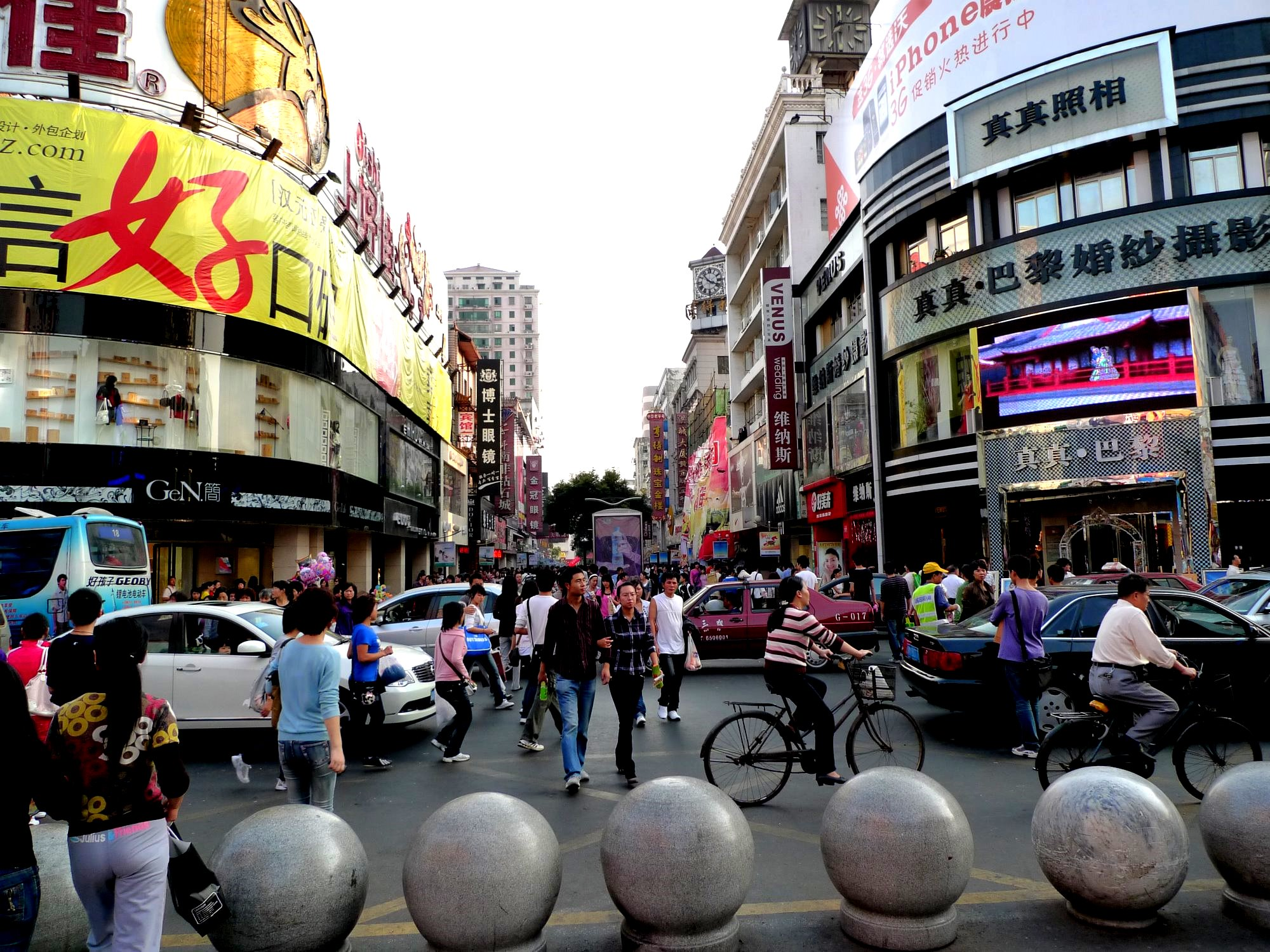
南昌胜利路步行街

胜利路，位于南昌市东湖区境内，呈南北走向。最北端在阳明路，最南端为中山路万寿宫商城。以叠山路为界，南端为著名商业步行街。